# Hasso Degner
Hasso Degner (* 8. September 1924 in Berlin) ist ein deutscher ehemaliger Schauspieler und Hörspielsprecher.

## Leben
Hasso Degner wuchs in Berlin auf und absolvierte eine professionelle Schauspielausbildung und stand als Bühnendarsteller an verschiedenen Theaterhäusern auf der Bühne.
Degner wirkte als Schauspieler vor der Kamera von 1973 bis zum Jahr 2001 in mehreren Filmen und Fernsehserien mit. Einem breiten Publikum bekannt wurde Degner vor allem durch seine langjährige Rolle als Prof. Dr. Rudolf Tenge-Wegemann, ein guter Freund und Kollege von Dr. Ludwig Dressler (Ludwig Haas) in der Serie Lindenstraße, wo er von Januar 1986 (Folge 8) bis August 1998 (Folge 663) in unregelmäßigen Abständen auftrat. Nach der Jahrtausendwende wurde die Rolle aus unbekannten Gründen bei weiteren Gastauftritten bis zum Jahr 2019 hinweg mit dem Schauspieler Hartmut Becker neu besetzt. Im April 2001 spielte Degner in der Serie Verbotene Liebe in einigen Folgen die Rolle des Richard Allendorf. Zudem war er häufig als Hörspielsprecher tätig.
Seit 2002 ist Hasso Degner nicht mehr als Schauspieler in Erscheinung getreten. Über seinen weiteren Lebensweg sind keine öffentlichen Informationen bekannt.

## Filmografie
- 1973: Wie wär's denn, Mrs. Markham ?
- 1980: Bei Harrods fing es an
- 1980: Zirkus der Verdammten
- 1980: Spät ins Bett
- 1981: Locker vom Hocker
- 1981: Vater einer Tochter
- 1984: Tränen in Florenz
- 1986–1998: Lindenstraße (Fernsehserie)
- 1987: Diplomaten küsst man nicht
- 1995: Und im Keller gärt es
- 1996: Familie Heinz Becker (Fernsehserie, 1 Folge)
- 1997: Das erste Semester
- 2001: Verbotene Liebe (Fernsehserie, 7 Folgen)

## Hörspiele (Auswahl)
Die Ö1-Hörspieldatenbank enthält (Stand: Februar 2025) für den Zeitraum von 1965 bis 1980 insgesamt 49 Datensätze, bei denen Hasso Degner als Sprecher geführt wird. Einen weiteren Eintrag aus dem Jahr 1960 enthält die ARD-Hörspieldatenbank.
- 1960: Fritz Arend: Achter de Steenmuer (De rieke Mann) – Regie: Walter Bäumer (Original-Hörspiel, Mundarthörspiel – RB)
- 1965: Rolf und Alexandra Becker: Schachmatt – Regie: Ferry Bauer (Originalhörspiel, Kriminalhörspiel – ORF Oberösterreich)
- 1966: Rose Meller: Leutnant Komma (Brug) – Regie: Hans Krendlesberger (Hörspiel – ORF Oberösterreich)
- 1966: Lester Powell: Die Dame filmt (8 Folgen) – Regie: Ferry Bauer (Originalhörspiel, Kriminalhörspiel – ORF Oberösterreich)
- 1967: Menyhért Lengyel: Ninotschka – Regie: Ferry Bauer (Hörspielbearbeitung – ORF Oberösterreich)
- 1967: George Bernard Shaw: Man kann nie wissen – Regie: Ferry Bauer (Hörspielbearbeitung – ORF Oberösterreich)
- 1967: Michael Gilbert: Der Mann, der nicht schlafen konnte (6 Folgen) – Regie: Ferry Bauer (Hörspielbearbeitung, Kriminalhörspiel – ORF Oberösterreich)
- 1968: Philip Levene: Terra Incognita (8 Teile) – Regie: Ferry Bauer (Originalhörspiel, Kriminalhörspiel, Science-Fiction-Hörspiel – ORF Oberösterreich)
- 1968: Georges Simenon: Die Brüder Rico (2 Teile) – Regie:Ferry Bauer (Hörspielbearbeitung, Kriminalhörspiel – ORF Oberösterreich)
- 1969: Cesare Meano: Mutmassungen Über Salome (Tullius Cassius) – Regie: Ferry Bauer (Hörspielbearbeitung – ORF Oberösterreich)
- 1969: Wolfgang Hildesheimer: Das Opfer Helena (Menelaos) – Regie: Ferry Bauer (Originalhörspiel – ORF Oberösterreich)
- 1969: Paul Verhoeven, Toni Impekoven: Das kleine Hofkonzert – Regie: Ferry Bauer (Hörspielbearbeitung – ORF Oberösterreich)
- 1970: George Bernard Shaw: Der Kaiser und das kleine Mädchen – Regie: Ferry Bauer (Hörspielbearbeitung – ORF Oberösterreich)
- 1970: Eugène Ionesco Die Nashörner – Regie: Ferry Bauer (Hörspielbearbeitung – ORF Oberösterreich)
- 1971: Alfred Andersch: Russisches Roulette (Erzähler) – Regie: Ferry Bauer (Hörspiel – ORF Oberösterreich)
- 1973: Curth Flatow: Scheiden tut nicht weh – Regie: Ferry Bauer (Hörspielbearbeitung – ORF Oberösterreich)
- 1975: Peter Ustinov: Das Leben in meiner Hand – Regie: Ferry Bauer (Hörspielbearbeitung – ORF Oberösterreich)
- 1975: Françoise Sagan: Valentine – Regie: Ferry Bauer (Hörspielbearbeitung – ORF Oberösterreich)
- 1977: Heinrich Böll: Die verlorene Ehre der Katharina Blum – Regie: Ferry Bauer(Hörspielbearbeitung – ORF Oberösterreich)
- 1980: Noël Coward: Akt mit Geige – Regie: Ferry Bauer (Hörspielbearbeitung – ORF Oberösterreich)